# Jay M. Cohen

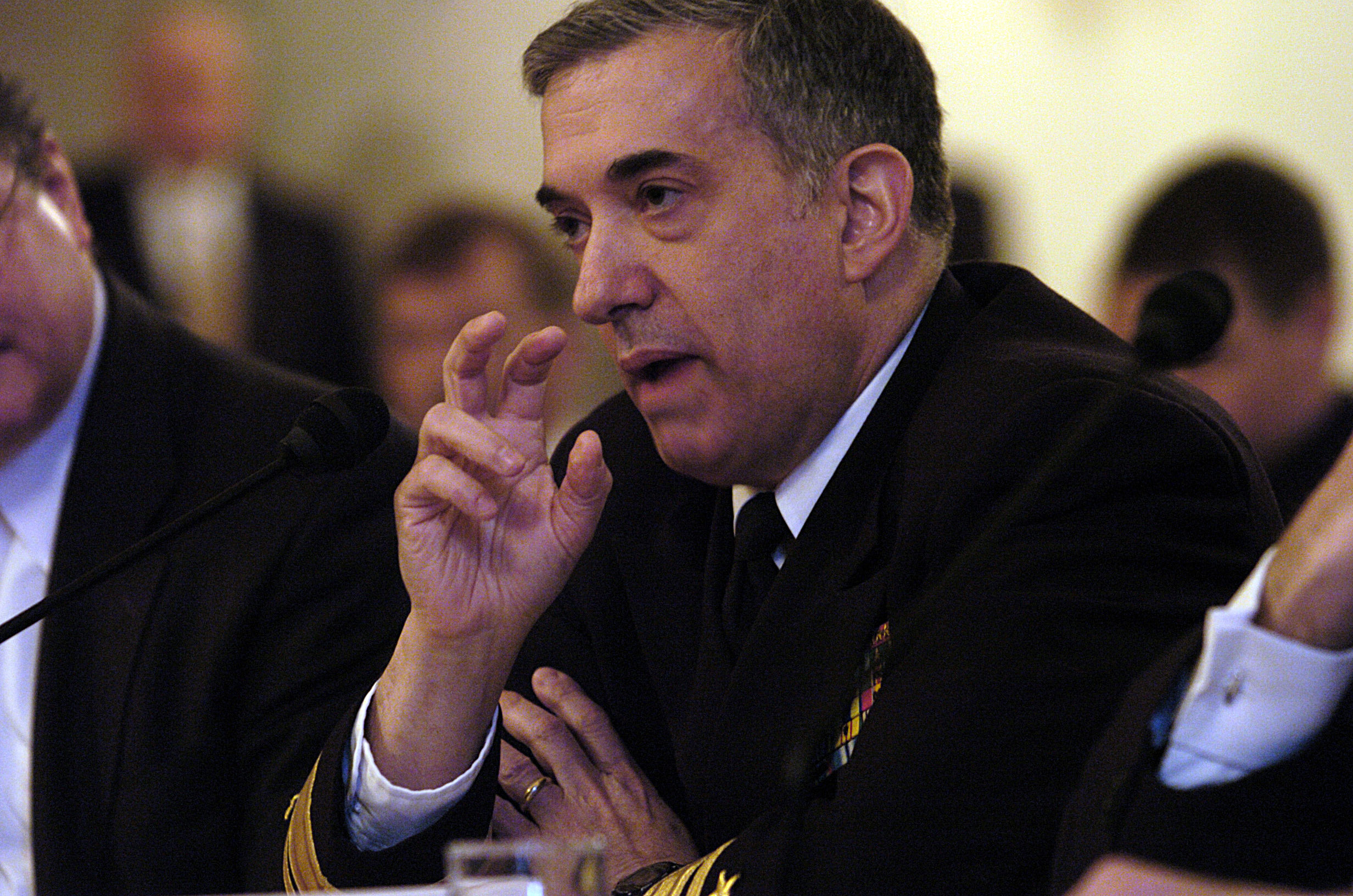
Jay M. Cohen (2005 als Rear Admiral)

Jay M. Cohen (* in New York) ist ein ehemaliger US-amerikanischer Offizier der United States Navy, der später auch als Regierungsbeamter tätig war. Vom 10. August 2006 bis zum Ende der Amtszeit von Präsident George W. Bush im Januar 2009 übte er das Amt des Staatssekretärs für Wissenschaft und Technologie (Under Secretary of Homeland Security for Science and Technology) im Ministerium für Innere Sicherheit aus.
Cohen trat 1968 der US Navy nach Abschluss der United States Naval Academy bei. Er war dort zuletzt Konteradmiral (Rear Admiral) in der Dienststellung Chief of Naval Research. Im Februar 2006 trat er in den Ruhestand über; wenige Monate später wurde er von Präsident Bush zum Staatssekretär unter Minister Michael Chertoff ernannt. Nach seinem Ausscheiden aus Regierungsdiensten wurde er Mitglied im Board of Directors der Chertoff Group, einer von Ex-Minister Chertoff gegründeten Beraterfirma.